# Blue Mitchell
Richard Allen Mitchell, detto Blue (Miami, 13 marzo 1930 – Los Angeles, 21 maggio 1979), è stato un trombettista jazz, blues, soul, rock e funk statunitense.

## Biografia
Nacque e crebbe a Miami in Florida. Studiò la tromba a 17 anni, alle scuole superiori, influenzato dalla musica di Dizzy Gillespie, e si guadagnò il soprannome Blue Mitchell.
Finite le scuole superiori, si spostò a New York per suonare nella formazione di rhythm and blues di Paul Williams con Earl Bostic e Chuck Willis, e lì conobbe il sassofonista Benny Golson.
Dopo il ritorno a Miami nel 1955, fu ascoltato da Cannonball Adderley che ne rimase impressionato e lo convocò nel 1958 per registrare l'album Portrait of Cannonball per l'etichetta Riverside.
Mitchell accrebbe la sua fama lavorando con Horace Silver nel suo quintetto hard bop, dal 1958 al marzo del 1964. Il progetto The Horace Silver Quintet era composto inizialmente da Blue Mitchell (tromba), Junior Cook (sax tenore), Horace Silver (pianoforte), Eugene Taylor (contrabbasso) e Louis Hayes (batteria).
Sciolta questa formazione, Mitchell formò un gruppo nel quale figuravano Al Foster e il giovane Chick Corea. Questo gruppo rimase unito fino al 1969; successivamente il trombettista si stabilì a Los Angeles, in California, suonando e registrando come turnista, nei generi a lui familiari.
Blue Mitchell morì prematuramente di cancro il 21 maggio 1979 a Los Angeles all'età di 49 anni.

## Discografia

### Come leader
- 1958 - Big 6 (Riverside Records, RLP 12-273)
- 1959 - Out of the Blue (Riverside Records, RLP 12-293)
- 1959 - Blue Soul (Riverside Records, RLP 12-309)
- 1960 - Blue's Moods (Riverside Records, RLP 336)
- 1960-1961 - Smooth as the Wind (Riversid Records, RLP 367)
- 1962 - A Sure Thing (Riverside Records, RLP 414)
- 1962 - The Cup Bearers (Riverside Records, RLP 439) pubblicato nel 1963
- 1963 - Step Lightly (Blue Note Records, LT-1082) pubblicato nel 1980
- 1964 - The Thing to Do (Blue Note Records, BLP 4178)
- 1965 - Down with It! (Blue Note Records, BLP 4214) pubblicato anche nel 1966
- 1966 - Bring It Home to Me (Blue Note Records, BLP 4228) pubblicato anche nel 1967
- 1966 - Boss Horn (Blue Note Records, BLP 4257) pubblicato nel 1967
- 1967 - Heads Up! (Blue Note Records, BST 84272) pubblicato nel 1968
- 1968 - Collision in Black (Blue Note Records, BST 84300) pubblicato nel 1969
- 1969 - Bantu Village (Blue Note Records, BST 84324)
- 1971 - Blue Mitchell (Mainstream Records, MRL 315)
- 1971 - Vital Blue (Mainstream Records, MRL 343)
- 1972 - Blues' Blues (Mainstream Records, MRL 374)
- 1973 - The Last Tango=Blues (Mainstream Records, MRL 392)
- 1973 - Graffiti Blues (Mainstream Records, MRL 400)
- 1974 - The Many Shades of Blue (Mainstream Records, MRL 402)
- 1975 - Stratosonic Nuances (RCA Records, APL1-1109)
- 1976 - Live (Just Jazz Records, JJCD 1007) pubblicato su CD nel 1995
- 1976 - Funktion Junction (RCA Records, APL1-1493)
- 1977 - African Violet (Impulse!, AS 9328)
- 1977 - Mapenzi (Concord Jazz Records, CJ-44) con Harold Land
- 1977 - Last Dance (Jazz America Marketing Records, JAM 5002)
- 1977 - Summer Soft (Impulse!, IA 9347)[1]

### Come sideman
con Lou Donaldson
- 1952 - New Faces-New Sounds (Blue Note Records)
- 1967 - Mr. Shing-A-Ling (Blue Note Records)
- 1968 - Midnight Creeper (Blue Note Records)
- 1968 - Say It Loud! (Blue Note Records)
- 1970 - Everything I Play Is Funky (Blue Note Records)
- 1970 - Pretty Things (Blue Note Records)

con Cannonball Adderley
- 1958 - Portrait of Cannonball (Riverside Records)

con Horace Silver
- 1959 - Finger Poppin' (Blue Note Records)
- 1959 - Blowin' the Blues Away (Blue Note Records)
- 1960 - Horace-Scope (Blue Note Records)
- 1962 - The Tokyo Blues (Blue Note Records)
- 1963-1964 - Song for My Father (Blue Note Records)

con Philly Joe Jones
- 1959 - Drums Around the World (Riverside Records)
- 1959 - Showcase (Riverside Records)
- 1978 - Drum Song (Galaxy Records)

con Johnny Griffin
- 1959 - The Little Giant (Riverside Records)

con Jackie McLean
- 1959-1960 - Jackie's Bag (Blue Note Records)
- 1960 - Capuchin Swing (Blue Note Records)

con Tina Brooks
- 1960 - Back to the Tracks (Blue Note Records)

con Sam Jones
- 1960 - The Soul Society (Riverside Records)
- 1961 - The Chant (Riverside Records)

con Mel Rhyne
- 1960 - Organ-izing (Jazzland Records)

con Charlie Rouse
- 1960 - Takin' Care of Business (Jazzland Records)

con Bobby Timmons
- 1960 - Soul Time (Riverside Records)

con Sonny Red
- 1960 - Breezing (Jazzland Records)
- 1961 - Images (Jazzland Records)

con Junior Cook
- 1961 - Junior's Cookin' (Jazzland Records)

con Elmo Hope
- 1961 - Homecoming! (Riverside Records)

con Tadd Dameron
- 1962 - The Magic Touch of Tadd Dameron (Riverside Records)

con Red Garland
- 1962 - Red's Good Groove (Jazzland Records)

con Les McCann
- 1962 - Les McCann Ltd. in New York (Pacific Jazz Records)

con Stanley Turrentine
- 1963 - A Chip Off the Old Block (Blue Note Records)
- 1964 - In Memory Of (Blue Note Records)
- 1966 - Rough 'n' Tumble (Blue Note Records)
- 1966 - The Spoiler (Blue Note Records)
- 1967 - A Bluish Bag (Blue Note Records)
- 1967 - The Return of the Prodigal Son (Blue Note Records)

con Harold Vick
- 1963 - Steppin' Out! (Blue Note Records)

con Freddie Roach
- 1963 - Good Move! (Blue Note Records)

con Big John Patton
- 1965 - Oh Baby! (Blue Note Records)

con George Benson
- 1966-1967 - Benson Burner (Columbia Records)

con Hank Mobley
- 1967 - Hi Voltage (Blue Note Records)

con Yusef Lateef
- 1968 - The Blue Yusef Lateef (Atlantic Records)

con Jimmy McGriff
- 1969 - Electric Funk (Blue Note Records)

con Ray Charles
- 1970 - My Kind of Jazz (Tangerine Records)

con Grant Green
- 1970 - Green Is Beautiful (Blue Note Records)

con John Mayall
- 1972 - Jazz Blues Fusion (Polydor Records)
- 1973 - Moving On (Polydor Records)
- 1973 - Ten Years Are Gone (Polydor Records)

con Papa John Creach
- 1972 - Filthy! (Grunt Records)

con Bobby Hutcherson
- 1975 - Montara (Blue Note Records)

con Al Cohn e Dexter Gordon
- 1976 - True Blue (Xanadu Records)
- 1976 - Silver Blue (Xanadu Records)

con Louie Bellson
- 1979 - Jam with Blue Mitchell (Pablo Records)